# 暴力に反対する公衆
暴力に反対する公衆（ぼうりょくにはんたいするこうしゅう、スロバキア語：Verejnosť proti násiliu、略称：VPN）は、チェコスロバキア社会主義共和国における民主化運動（ビロード革命）を推進したスロバキア社会主義共和国内の非共産党系勢力によって、1989年11月19日にブラチスラヴァで結成された政治運動組織である。

## 沿革
VPNは、チェコにおける民主化運動組織として結成された市民フォーラム（OF）と共に民主化運動を主導し、翌1990年に複数政党制で行われた連邦議会スロバキア選挙区とスロバキア国民議会の各選挙で第一党となり、連邦政府と共和国政府の両方で連立政権の中核を担った。しかし、1991年5月、スロバキア政府の首相であるヴラジミール・メチアルが民主スロバキア運動（Hnutie za demokratické Slovensko、HZDS）を結成したことでVPNは分裂した。分裂後、VPN内のリベラル派は同年10月に市民民主連合（Občianska demokratická únia、ODU）を結成し、連邦維持を掲げて1992年選挙に挑んだが、議席獲得に必要な得票5％（議席阻止条項）を超えることができず、議席確保はできなかった。

## 党勢推移
1990年
- 1990年チェコスロバキア連邦議会選挙
  - 人民院（49議席）：19議席（得票率32.54％）
  - 国民院（75議席）：33議席（得票率37.28％）
- 1990年スロバキア共和国国民評議会選挙（150議席）：48議席（得票率29.35％）